# Скрипка Энгра (фотография)
«Скрипка Энгра» (фр. Le Violon d'Ingres) — чёрно-белая фотография американского и французского художника и фотографа Ман Рэя, близкого к дадаистам и сюрреалистам, созданная в Париже в 1924 году и опубликованная в журнале Littérature в июне того же года. Работа отсылает к нескольким ню лидера европейского академизма XIX века Жана Огюста Доминика Энгра, а также к связанному с художником фразеологизму «Скрипка Энгра». На снимке Рэй остроумно обыграл сходство обнажённого женского тела с очертаниями скрипки, придав сюрреалистической работе несколько смыслов.   
«Скрипка Энгра» считается одной из наиболее известных фотографий не только самого автора, но и сюрреализма в целом. В мае 2022 года аукционный дом Christie’s продал авторский отпечаток с первого негатива за $12,4 млн, что сделало «Скрипку Энгра» самой дорогой фотографией в истории.

## Создание
Обосновавшийся в 1921 году в Париже американец Ман Рэй был большим поклонником творчества лидера европейского академизма XIX века Жана Огюста Доминика Энгра. Поэтому в его фотографии «Скрипка Энгра» прослеживается влияние такой картины художника как «Купальщица Вальпинсона», законченной в 1808 году. Кроме того, Энгр позднее неоднократно возвращался в своём творчестве к образу сидящей спиной обнажённой женщины. Среди таких его работ получила значительную известность картина-тондо «Турецкие бани» (1863), где на первом плане выделяется обнажённая женщина, играющая на мандолине. Кроме того, на обоих полотнах сидящие женщины изображены обнажёнными и в тюрбане. Ещё одна отсылка к творчеству художника содержится в названии фотографии, что было обыграно сюрреалистом при помощи игры слов и привнесло в фотографию дополнительный смысл. Дело в том, что «скрипка Энгра» — это французский фразеологизм, означающий увлечение, слабость какого-либо известного человека, непрофессиональное занятие, второе призвание, хобби. Его возникновение связано с продолжительным увлечением Энгра — игрой на скрипке. Он с ранних лет получил художественное и музыкальное образование, занимался игрой на этом инструменте и даже несколько лет выступал в качестве второй скрипки в оркестре тулузского оперного театра. Став знаменитым художником, признанным главой школы он не бросил своего увлечения. В свободное время играл на любимом инструменте, гордясь своими успехами, неоднократно демонстрируя знакомым свои навыки в этой области. Со временем идиома получила распространение, причём не только во французской культуре, став известной и в других странах. О соотношении фразеологизма и фотографии искусствовед Йенс Смит писал, что такая отсылка вносит ещё большую неопределённость в концепцию произведения, по его мысли, «балансирующего между объективацией и изображением красоты модели, причём с изрядной долей юмора». Авторы издания «Фотография. Всемирная история» отмечая сюрреалистический характер произведения, писали, что представив свою модель в виде «„энгроподобной“ одалиски» Рэй вероятно провозглашал женское тело своим собственным violon d'Ingres [хобби].   

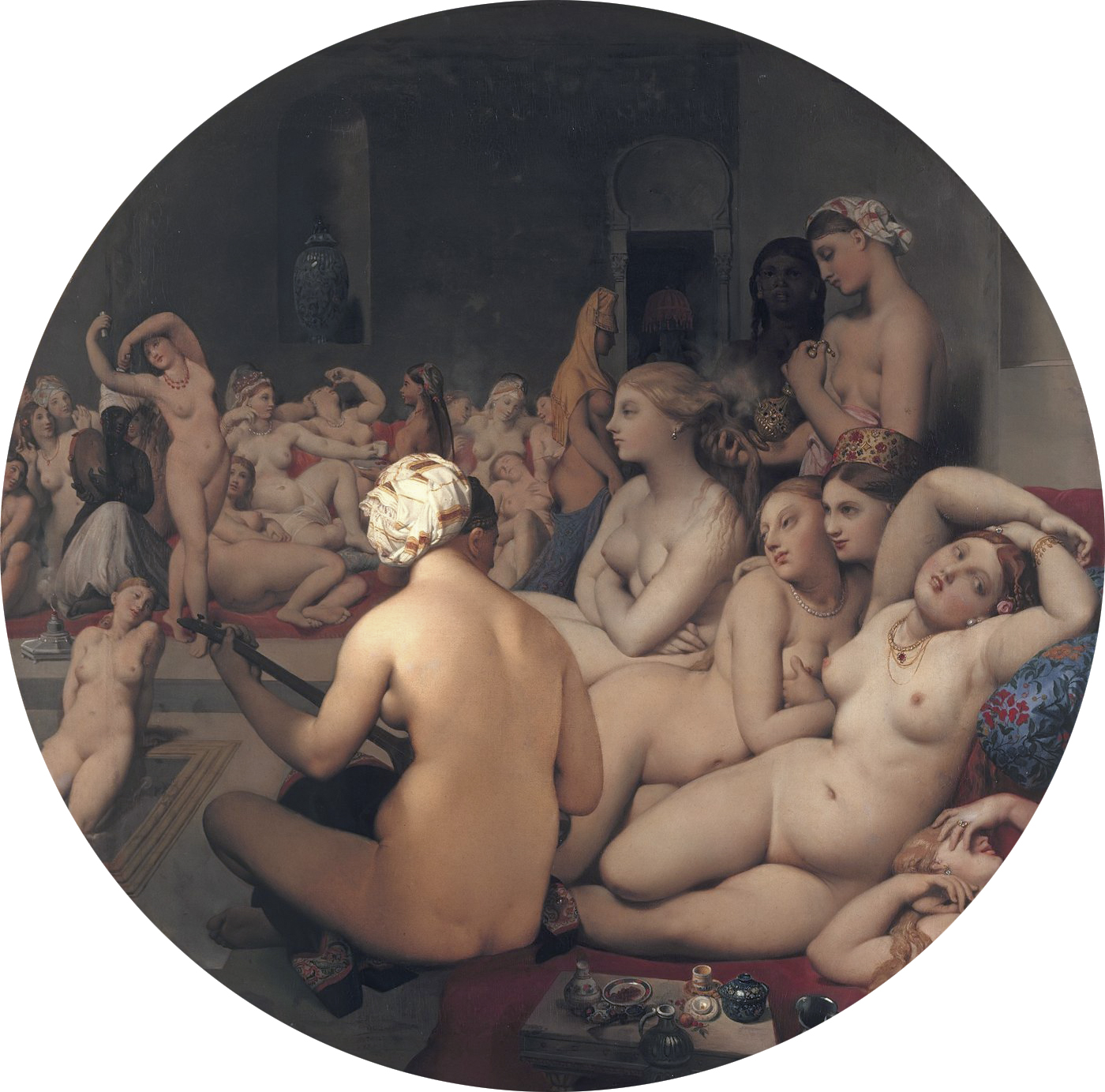
Жан Огюст Доминик Энгр. «Турецкие бани», 1863. Лувр, Париж

Американец сделал несколько фотографий, на которых натурщицей выступила одна из самых известных моделей и муз художников Парижской школы 1920-х годов — Кики с Монпарнаса, с которой американец встречался на протяжении ряда лет начиная с 1921 года. Как и на ню у Энгра, «королева Монпарнаса» запечатлена художником со спины. Она сидит обнажённая до пояса, с двумя нарисованными Рэем карандашом и тушью резонаторными отверстиями на спине (известными как эфы) в форме латинской буквы f, чтобы силуэт её тела напоминал скрипку. Первоначально он нанёс эти резонаторные отверстия на оригинальную (первую) фотографию, а затем сделал снимок полученных изменений. При этом по замыслу автора, в результате было остроумно обыграно «сходство форм сидящей спиной к зрителю обнажённой женщины и очертаний музыкального инструмента». Зрителю не видны её опущенные ноги, а руки находятся спереди и скрыты за туловищем. Видимо это также было вызвано тем, чтобы «зритель должен видеть её формы как инструмент, а не как тело женщины». Кроме того, разделение изображения было одной из частых сюрреалистических практик. Также сокрытие конечностей способствовало большему отождествлению женского тела и музыкального инструмента, отсылало к «традиции превращения музыки в аллегорию любовной игры». Бедра Кики обёрнуты тканью, а сама она сидит на покрывале в клетку. Лицо повернуто на три четверти влево, открывая профиль и длинную серьгу-подвеску на её левом ухе. На голове повязан полосатый тюрбан, под которым виднеется модная в те годы короткая женская причёска — «боб». Предполагается, что восточный головной убор был использован не только  в качестве отсылки к полотнам Энгра, но и для снижения индивидуальности модели, достижения большей абстрактности. Ткани и тюрбан, кроме того, придают большую эротичность изображению. Свет исходит справа и почти равномерно освещает спину женщины, тело которой выделяется своей белизной на общем тёмном фоне фотографии.  

## Последующие события

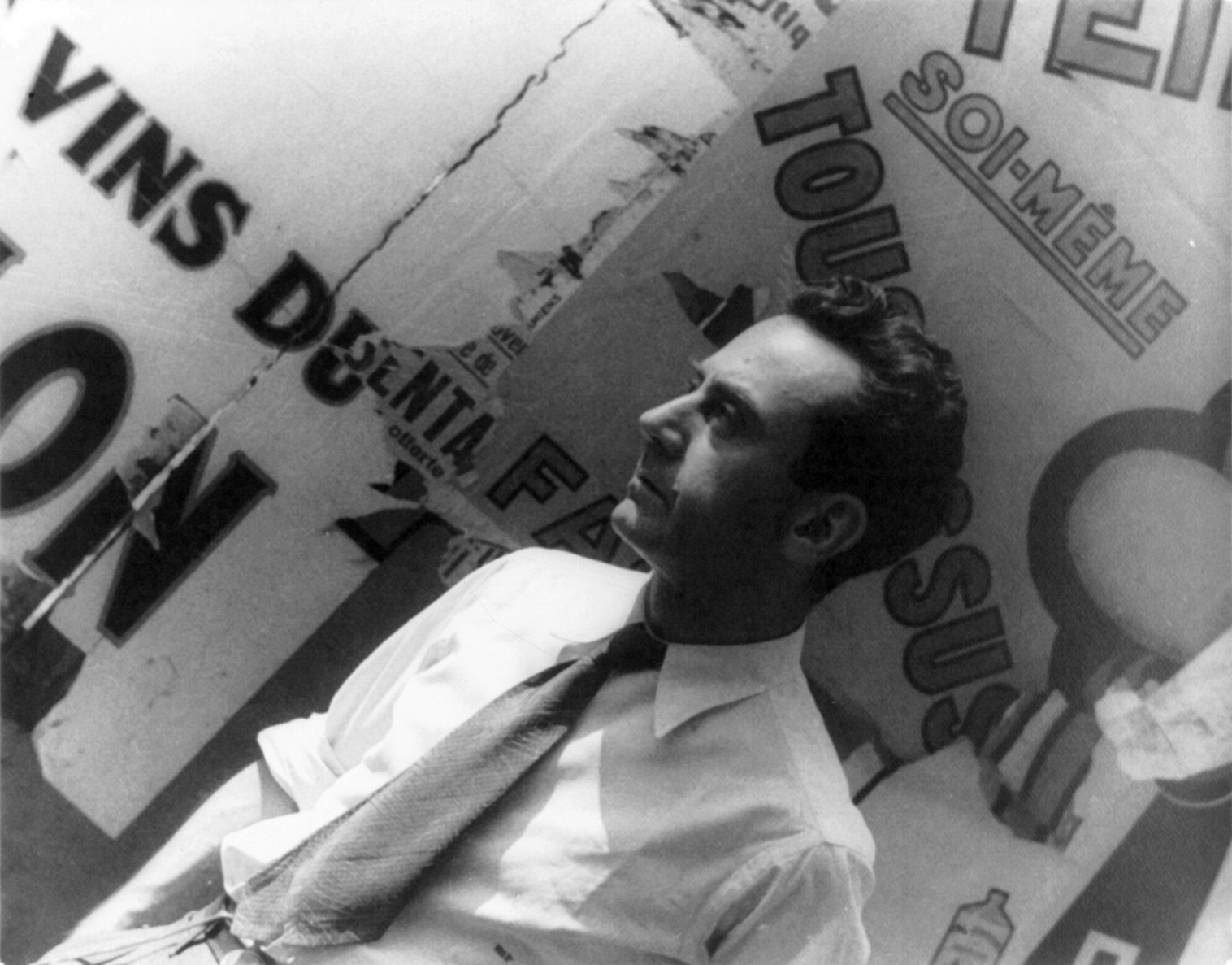
Ман Рэй в 1934 году

Фотография была впервые опубликована в сюрреалистическом журнале Littérature («Литература»; 1919—1924) в июне 1924 года. В 1993 году авторский снимок, ранее принадлежавший основоположнику сюрреализма Андре Бретону, попал в собрание парижского центра Помпиду. Со временем работа Ман Рэя была признана одной из наиболее известных фотографий не только самого автора, но и сюрреализма в целом. Она оказала влияние на развитие фотоискусства и к ней неоднократно обращались другие художники. Так, отсылка к работе Ман Рэя содержится в одной из самых влиятельных фотографий в мире моды — «Корсет от Мейнбокера», созданной его парижским знакомым Хорстом П. Хорстом в 1939 году.   
14 мая 2022 года аукционный дом Christie’s продал снимок за $12,4 млн, что стало установлением сразу двух рекордов. Так, он стал самым дорогим произведением мастера и самой дорогой фотографией в истории. Объектом торгов стал авторский отпечаток, сделанный после съёмок с первого негатива. Он принадлежал американским коллекционерам Розалинде Герстен Джейкобс и Мелвину Джейкобсу. Снимок анонсировался как «одна из самых знаковых работ XX века», про него отзывались как о «завораживающем сюрреалистическом изображении», которое «одновременно романтическое, загадочное, плутовское и игривое, захватывало умы всех [поклонников фотоискусства] на протяжении почти 100 лет». До этого наивысшая цена на фотографию удерживала работа Андреаса Гурски «Рейн II», проданная в 2012 году на аукционе Christie’s за $4,3 млн.